# 객관적 붕괴 이론
자발적 파동 함수 붕괴 모델로도 알려진 객관적 붕괴 이론은 양자 역학의 측정 문제에 대한 응답으로 공식화되었으며 양자 측정이 항상 왜 그리고 어떻게 제공되는지 설명한다. 슈뢰딩거 방정식에 의해 예측된 것과 같은 결과의 중첩이 아니라 보다 일반적으로 고전 세계가 양자 이론에서 나오는 방식. 기본적인 아이디어는 양자 시스템의 상태를 설명하는 파동 함수의 단일 진화가 근사적이라는 것이다. 미시적 시스템에서는 잘 작동하지만 시스템의 질량/복잡도가 증가하면 점차적으로 유효성을 잃는다.
붕괴 이론에서 슈뢰딩거 방정식은 공간에서 파동 함수를 국소화하는 추가 비선형 및 확률론적 항(자발적 붕괴)으로 보완된다. 결과적인 역학은 미시적으로 격리된 시스템의 경우 새로운 용어가 무시할 수 있는 영향을 미치는 것과 같다. 따라서 매우 작은 편차를 제외하고는 일반적인 양자 특성이 회복된다. 이러한 편차는 전용 실험에서 잠재적으로 감지될 수 있으며, 이를 테스트하기 위한 노력이 전 세계적으로 증가하고 있다.
내장된 증폭 메커니즘은 많은 입자로 구성된 거시적 시스템의 경우 붕괴가 양자 역학보다 강해지도록 한다. 그러면 이들의 파동 함수는 항상 공간에 잘 국한되어 있으므로 모든 실제적인 목적을 위해 뉴턴의 법칙에 따라 공간에서 움직이는 점처럼 행동한다.
이러한 의미에서 붕괴 모델은 미시적 시스템과 거시적 시스템에 대한 통합된 설명을 제공하여 양자 이론의 측정과 관련된 개념적 문제를 방지한다.
그러한 이론의 가장 잘 알려진 예는 다음과 같다.
- Ghirardi-Rimini-Weber(GRW) 모델
- 연속 자발 위치 파악(CSL) 모델
- 디오시-펜로즈(DP) 모델

붕괴 이론은 파동 함수 붕괴의 과정이 파동 함수의 분기를 축소하고 관찰되지 않은 행동을 제거한다는 점에서 다세계 해석에 반대한다.

## 같이 보기
- 다세계 해석
- 정보철학
- 물리학의 철학
- 양자정보
- 양자 얽힘
- 결맞음
- 양자 결어긋남
- 파동 함수 붕괴
- 양자 중력